# Joana Marchão
Joana Filipa Gaspar da Silva Marchão (Abrantes, 24 de outubro de 1996) é uma futebolista portuguesa, que atua como extremo-esquerdo ou lateral esquerdo. Atualmente, joga pelo Servette FC Chênois Féminin. e pela Seleção Nacional. 